# Борон (Калифорнија)
Борон (енгл. Boron) насељено је место без административног статуса у америчкој савезној држави Калифорнија.

## Демографија
По попису из 2010. године број становника је 2.253, што је 228 (11,3%) становника више него 2000. године.
| Група             | 2000.         | 2010.         |
| Белци             | 1.644 (81,2%) | 1.532 (68,0%) |
| Афроамериканци    | 45 (2,2%)     | 162 (7,2%)    |
| Азијати           | 32 (1,6%)     | 47 (2,1%)     |
| Хиспаноамериканци | 183 (9,0%)    | 406 (18,0%)   |
| Укупно            | 2.025         | 2.253         |